# Пономаренко Юрій Федорович
Юрій Федорович Пономаренко (23 жовтня 1917, селище Слов'яносербськ, нині Слов'яносербського району Луганської області — ?) — український радянський діяч, 2-й секретар Волинського обкому КПУ, секретар Луганського обкому КПУ. Депутат Верховної Ради УРСР 4-го скликання.

## Біографія
У 1941 році евакуйований до міста Ташкента Узбецької РСР.
3 вересня 1942 по жовтень 1945 року — служба в Червоній армії, учасник німецько-радянської війни з червня 1944 року. Служив командиром 3-ї санітарно-дегазаційної роти 8-го окремого Одерського батальйону хімічного захисту 2-ї армії Війська Польського 1-го Українського фронту.
Член ВКП(б) з 1946 року.
Перебував на партійній роботі у Волинській області.
У вересні 1952 — вересні 1957 року — 2-й секретар Волинського обласного комітету КПУ.
З вересня 1957 року — слухач Академії суспільних наук при ЦК КПРС у Москві.
15 вересня 1961 — 15 січня 1963 року — секретар Луганського обласного комітету КПУ з ідеології.
15 січня 1963 — 4 грудня 1964 року — секретар з ідеології Луганського промислового обласного комітету КПУ.
4 грудня 1964 — 19 вересня 1975 року — секретар Луганського обласного комітету КПУ з ідеології.
Потім — на пенсії.

## Звання
- лейтенант
- старший лейтенант

## Нагороди
- орден Трудового Червоного Прапора (26.02.1958).
- два ордени Вітчизняної війни 2-го ступеня (9.06.1945, 6.04.1985).
- орден Червоної Зірки (3.02.1945).
- ордени.
- медаль «За перемогу над Німеччиною у Великій Вітчизняній війні 1941—1945 рр.» (1945).
- медалі.